# داستان دمرل دیوانه، پسر دوخا قوجا
داستان دمرل دیوانه، پسر دوخا قوجا پنجمین داستانِ کتاب دده قورقود است.

## داستان
دمرل مرد نیرومندی است که بر رودخانه‌ای خشک پلی می‌سازد و از گذرندگان باج می‌ستاند و ایشان را که از پل نگذرند کتک می‌زند و ازشان باج می‌گیرد. روزی کاروانی نزدیک پل دمرل به زاری می‌نشینند. دمرل سبب می‌پرسد و پاسخ می‌شنود که جوانی از ایشان مرده. دمرل آفریننده را ناسپاسی و درشتی می‌کند و می‌خواهد عزرائیل را بکشد تا مرگ را از دنیا برچیند. پس خدا به خشم می‌آید و عزرائیل را بر او می‌فرستد. دمرل در مبارزه با عزرائیل ناتوان می‌شود، ولی خدا عزرائیل را می‌فرماید تا فرصتی به دمرل دهد: اگر دمرل بتواند کسی را بیابد که به جای او جانش را تسلیم عزرائیل کند، بخشوده می‌شود و زنده می‌ماند. دمرل نزد پدرش می‌رود، ولی پدر نمی‌پذیرد. پس نزد مادرش می‌رود؛ که او هم جان فدای پسر نمی‌کند. سپس نزد همسرش می‌رود. همسر مشتاق است تا به جای دمرل بمیرد. این ماجرا خدا را خوش می‌آید و دمرل را می‌بخشاید و به او و زنش صدوچهل سال عمر می‌بخشد.

## اقتباس
صمد بهرنگی ترجمه‌ای اقتباسی به فارسی از این داستان دارد، به نام «سرگذشت دومرول دیوانه‌سر».